# Crooked Teeth
Crooked Teeth – dziewiąty album studyjny amerykańskiego zespołu Papa Roach. Album został wydany 19 maja 2017 roku nakładem wytwórni muzycznej Eleven Seven Music.

## Lista utworów
| Nr  | Tytuł utworu                                          | Długość |
| --- | ----------------------------------------------------- | ------- |
| 1.  | „Break the Fall”                                      | 3:10    |
| 2.  | „Crooked Teeth”                                       | 3:03    |
| 3.  | „My Medication”                                       | 3:15    |
| 4.  | „Born for Greatness”                                  | 3:47    |
| 5.  | „American Dreams”                                     | 3:23    |
| 6.  | „Periscope” (Gościnnie: Skylar Grey)                  | 3:36    |
| 7.  | „Help”                                                | 3:34    |
| 8.  | „Sunrise Trailer Park” (Gościnnie: Machine Gun Kelly) | 3:47    |
| 9.  | „Traumatic”                                           | 2:48    |
| 10. | „None of the Above”                                   | 3:30    |
|     |                                                       | 33:53   |

## Twórcy albumu
- Jacoby Shaddix - Wokal
- Jerry Horton - Gitara
- Tobin Esperance - Gitara basowa
- Tony Palermo - Perkusja
- Colin Brittain - Produkcja
- RAS - Produkcja

## Listy sprzedaży
| Lista                      | Kraj              | Pozycja |
| -------------------------- | ----------------- | ------- |
| ARIA                       | Australia         | 18      |
| Billboard Canadian Albums  | Kanada            | 14      |
| Swiss Charts               | Szwajcaria        | 7       |
| Austrian Charts            | Austria           | 6       |
| Belgian Charts             | Belgia            | 46      |
| French Charts              | Francja           | 191     |
| Offizielle Deutsche Charts | Niemcy            | 6       |
| Official Charts Company    | Wielka Brytania   | 20      |
| Billboard 200              | Stany Zjednoczone | 20      |